# حرب مغول الهند والصفويين (1622-1623)

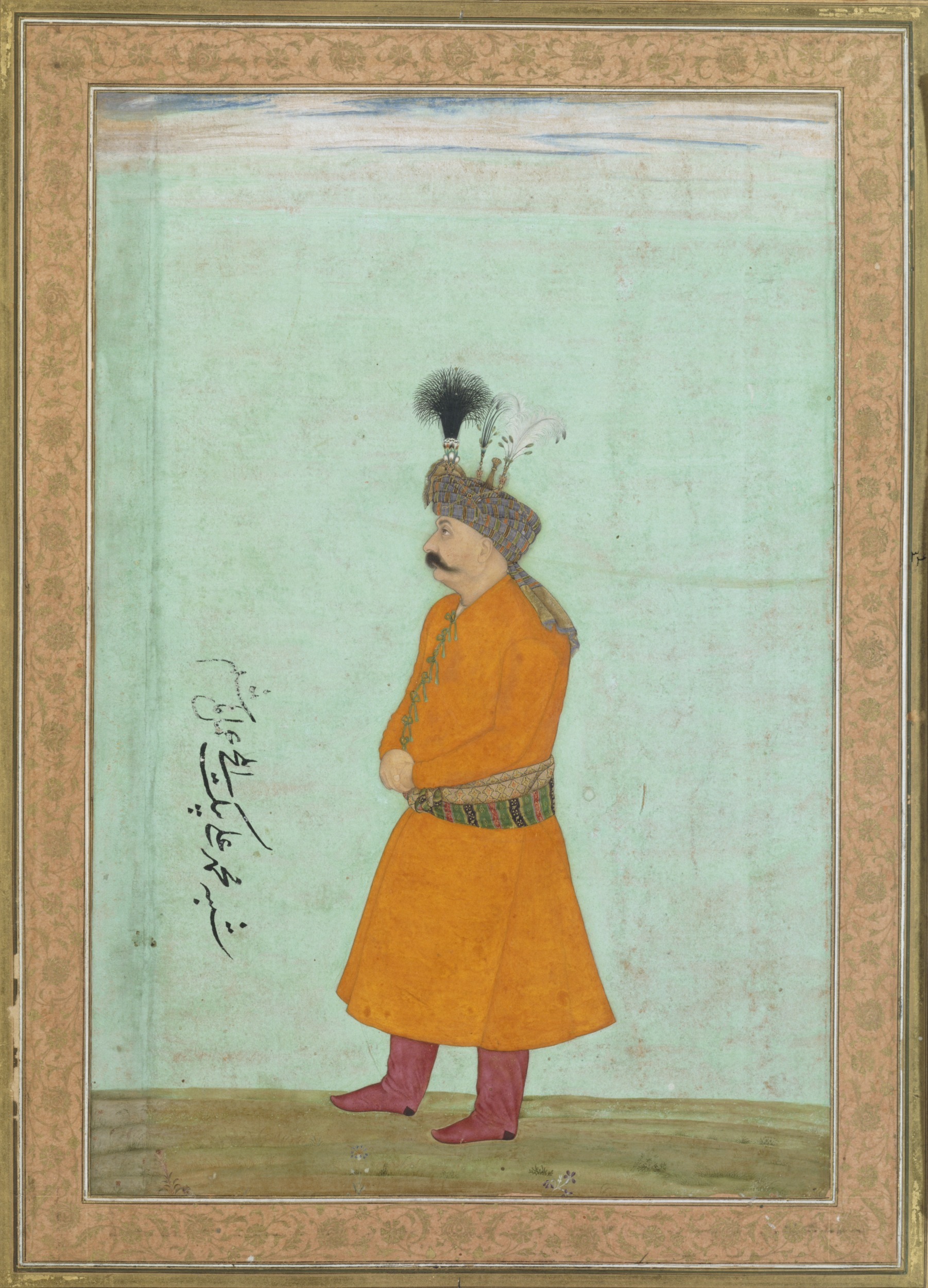
محمد علي بيك كان السفير الفارسي الذي أرسله عباس الأول من بلاد فارس إلى بلاط مغول الهند لجهانكير، ووصل في الوقت المناسب لمحرم في مارس 1631. وبقي هناك حتى أكتوبر 1632، ومن ثم التفاوض على إنهاء الصراع بين مغول الهند والصفويين.

حرب مغول الهند والصفويين 1622-1623 كانت حرب من أجل السيطرة على المدينة المحصنة قندهار المهمة، في أفغانستان، بين الدولة الصفوية في بلاد فارس و سلطنة مغول الهند.
أراد شاه عباس القبض على القلعة الإستراتيجية في قندهار منذ أن خسرها في 1595. في عام 1605، حاصر حاكم هرات، حسين خان، المدينة واضطر الصفويين للتراجع بسبب الدفاع العنيد لحاكم مغول الهندشاه بيك خان، ووصول جيش مغول الهند السنة القادمة إلى قندهار لمساندة حاكمها. مع اختتام الحرب العثمانية الصفوية (1603-1618)، كان شاه عباس آمنًا بما فيه الكفاية لشن حرب على حدوده الشرقية، لذلك أمر في 1621 جيشًا بالتجمع في نيسابور. بعد الاحتفال بالعام الجديد في تاباس جيلاكي في جنوب خراسان، انضم عباس مع جيشه وسار إلى قندهار حيث وصل في 20 مايو وبدأ على الفور الحصار. على الرغم من أن جهانكير كان لديه معلومات عن التحركات الفارسية، إلا أنه كان بطيئًا في الاستجابة، وبدون تعزيزات، لم تتمكن الحامية الصغيرة المكونة من 3000 رجل من الصمود لفترة طويلة.
سأل الإمبراطور ابنه وولي عهده خُرّم الذي كان في ماندو في الدكن لقيادة الحملة، لكن خُرّم تهرب من المهمة خشية أن يفقد السلطة السياسية بينما كان بعيدا عن القصر. أثبتت قوة الإغاثة التي كان بإمكان مغول الهند تجميعها أنها صغيرة للغاية لرفع الحصار لذلك بعد 45 يومًا من الحصار، سقطت المدينة في 22 يونيو بعد فترة وجيزة من زامنداوار. بعد تحصين المدينة وتعيين غانج علي خان كحاكم للمدينة،عاد عباس إلى خراسان عبر غور، اضطرارًا للابتعاد عن طريق الأمراء المزعجين في شاغشاران وغربستان. أشغل تمرد خُرّم انتباه مغول الهند، لذلك في ربيع عام 1623 وصل مبعوث من مغول الهند إلى معسكر الشاه الصفوي برسالة من السلطان تقبل فيها فقدان قندهار ووضع حد للنزاع.